# Tegalmade
Tegalmade is een bestuurslaag in het regentschap Sukoharjo van de provincie Midden-Java, Indonesië. Tegalmade telt 1893 inwoners (volkstelling 2010).